# Enzkreis
De Enzkreis is een Landkreis in de Duitse deelstaat Baden-Württemberg. Op 31 december 2020 telde de Landkreis 199.752 inwoners op een oppervlakte van 573,69 km². Het bestuur zetelt in de stad Pforzheim die als Stadtkreis zelf geen deel uitmaakt van de Landkreis.

## Steden en gemeenten
De volgende steden en gemeenten liggen in de Enzkreis:
| Steden                                                             | Gemeenten |
| ------------------------------------------------------------------ | --- |
| 1. Heimsheim 2. Knittlingen 3. Maulbronn 4. Mühlacker 5. Neuenbürg | 1. Birkenfeld 2. Eisingen 3. Engelsbrand 4. Friolzheim 5. Illingen 6. Ispringen 7. Kämpfelbach 8. Keltern 9. Kieselbronn 10. Königsbach-Stein 11. Mönsheim 12. Neuhausen 13. Neulingen 14. Niefern-Öschelbronn 15. Ölbronn-Dürrn 16. Ötisheim 17. Remchingen 18. Sternenfels 19. Straubenhardt 20. Tiefenbronn 21. Wiernsheim 22. Wimsheim 23. Wurmberg |

### Samenwerkingsverbanden
De samenwerkingsverbanden in de Landkreis hebben 2 verschillende namen, namelijk:
- Vereinbarte Verwaltungsgemeinschaften
- Gemeindeverwaltungsverbände

De lichtere van die twee is de Vereinbarte Verwaltungsgemeinschaft. Bij deze vorm van samenwerking worden de minimale wettelijke taken toebedeeld aan de 'vervullende gemeente'. De term 'vervullende gemeente' wil zeggen de gemeente die de wettelijke taken uitvoert voor het samenwerkingsverband.

De Verwaltungsgemeinschaften zijn:
- Maulbronn (Maulbronn, Sternenfels)
- Mühlacker (Mühlacker, Ötisheim)
- Neuenbürg (Engelsbrand, Neuenbürg)

De Gemeindeverwaltungsverbände zijn:
- Heckengäu (Friolzheim, Heimsheim, Mönsheim, Wiernsheim, Wimsheim, Wurmberg) Dit samen werkingsverband heeft een wisselende standplaats (elke 2-3 jaar wordt een nieuwe standplaats gekozen uit de deelnemende gemeenten)
- Kämpfelbachtal (Eisingen, Kämpfelbach, Königsbach-Stein)
- Neulingen (Kieselbronn, Neulingen, Ölbronn-Dürrn)
- Tiefenbronn (Neuhausen (Enzkreis), Tiefenbronn)

Alb-Donau-Kreis · Baden-Baden · Biberach · Bodenseekreis · Böblingen · Breisgau-Hochschwarzwald · Calw · Emmendingen · Enzkreis · Esslingen · Freiburg im Breisgau · Freudenstadt · Göppingen · Heidelberg · Heidenheim · Heilbronn (stad) · Landkreis Heilbronn · Hohenlohe · Karlsruhe (stad) · Landkreis Karlsruhe · Konstanz · Lörrach · Ludwigsburg · Main-Tauber-Kreis  · Mannheim · Neckar-Odenwald-Kreis · Ortenaukreis · Ostalbkreis · Pforzheim · Rastatt · Ravensburg · Rems-Murr-Kreis · Reutlingen · Rhein-Neckar-Kreis · Rottweil · Schwäbisch Hall · Schwarzwald-Baar-Kreis · Sigmaringen · Stuttgart · Tübingen · Tuttlingen · Ulm · Waldshut · Zollernalbkreis
Birkenfeld ·
Eisingen ·
Engelsbrand ·
Friolzheim ·
Heimsheim ·
Illingen ·
Ispringen ·
Kämpfelbach ·
Keltern ·
Kieselbronn ·
Knittlingen ·
Königsbach-Stein ·
Maulbronn ·
Mönsheim ·
Mühlacker ·
Neuenbürg ·
Neuhausen ·
Neulingen ·
Niefern-Öschelbronn ·
Ölbronn-Dürrn ·
Ötisheim ·
Remchingen ·
Sternenfels ·
Straubenhardt ·
Tiefenbronn ·
Wiernsheim ·
Wimsheim ·
Wurmberg